# Tarmo Mitt
Tarmo Mitt, pseudonim Góra (ur. 22 maja 1977, Võru) – estoński judoka i strongman.
Jeden z najlepszych estońskich i światowych siłaczy. Wielokrotny Mistrz Estonii Strongman.

## Życiorys
Tarmo Mitt zadebiutował jako siłacz w wieku dwudziestu lat. Wziął udział czterokrotnie w indywidualnych Mistrzostwach Świata Strongman, w latach 2005, 2006, 2007 i 2008. Najwyższą pozycją, którą zajął jest piąte miejsce na Mistrzostwach Świata Strongman 2006 w Chinach. Wziął udział w Mistrzostwach Europy Strongman 2008, rozgrywanych w Szczecinku, jednak nie zakwalifikował się do finału.
Mieszka w Tartu.
Wymiary
- wzrost: 194 cm
- waga: 150–158 kg
- biceps: 54 cm
- klatka piersiowa: 145 cm
- talia: 110 cm

Rekordy życiowe:
- przysiad 320 kg
- wyciskanie 225 kg
- martwy ciąg 335 kg

## Osiągnięcia strongman
- 2003

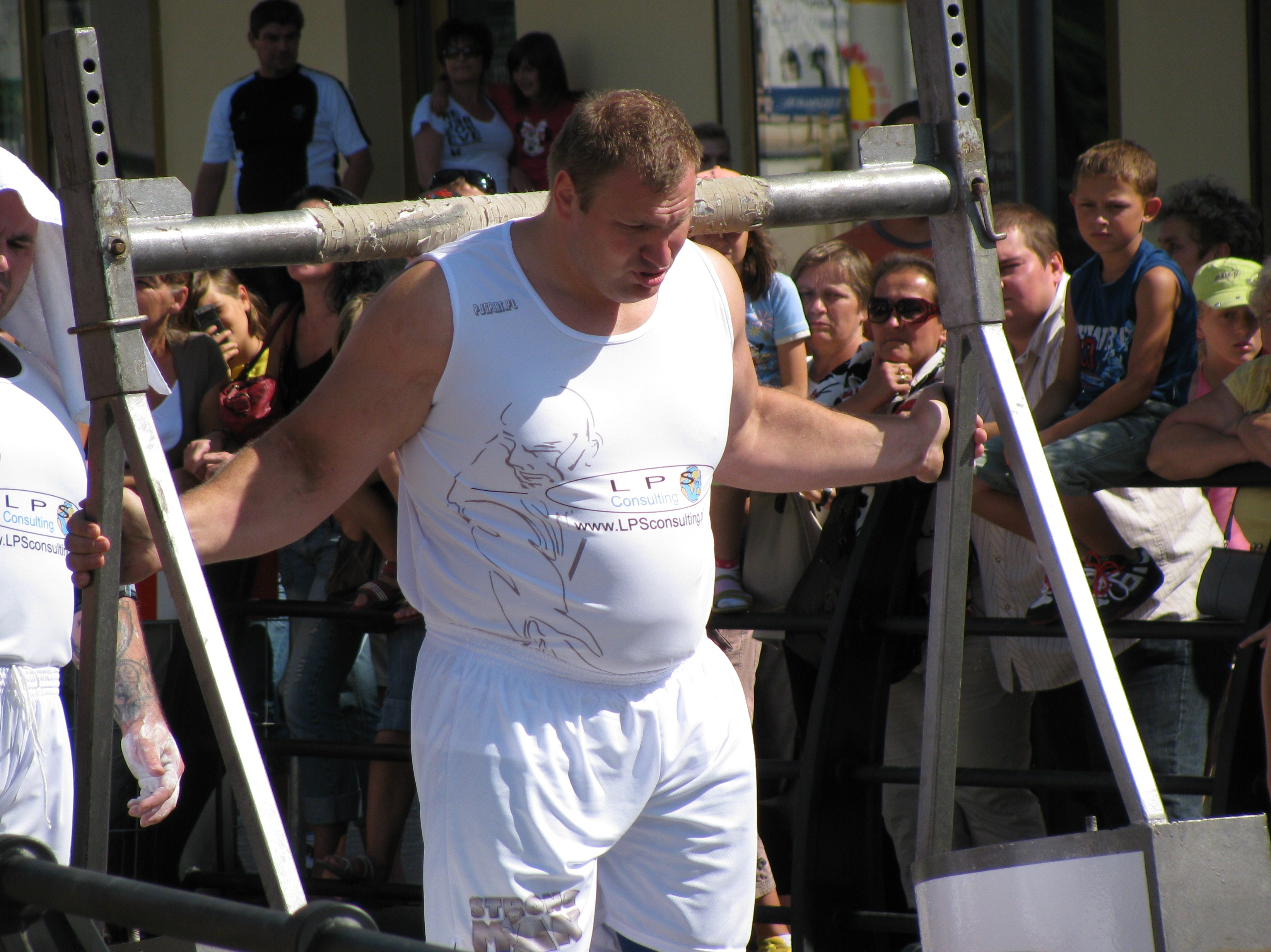
Tarmo Mitt w Spacerze buszmena.

  - 1. miejsce – Mistrzostwa Estonii Strongman
- 2004
  - 1. miejsce – Mistrzostwa Estonii Strongman
  - 6. miejsce – Puchar Świata Siłaczy 2004: Edmonton
- 2005

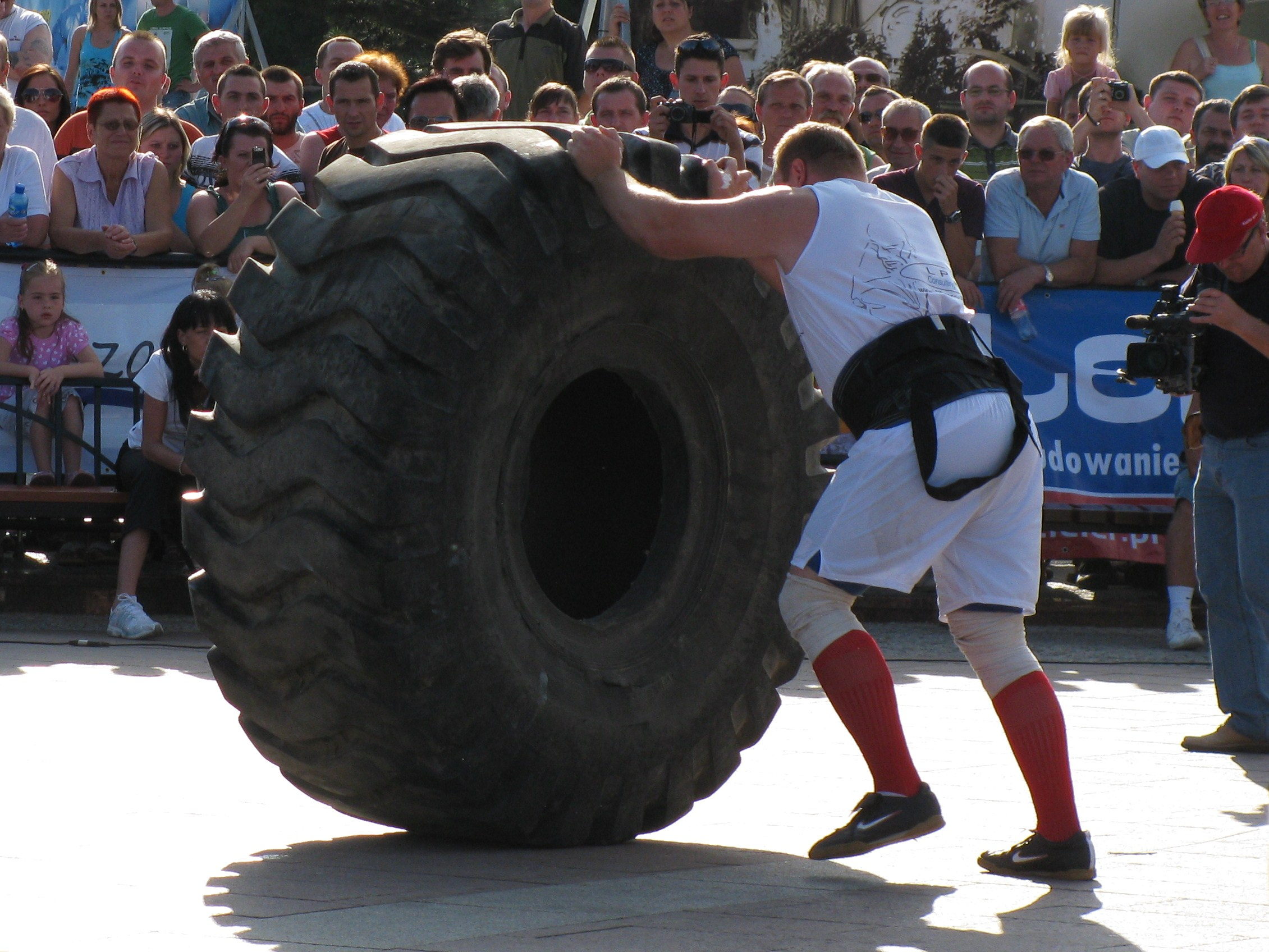
Tarmo Mitt w Przerzucaniu opony.

  - 4. miejsce – Puchar Świata Siłaczy 2005: Mińsk
  - 2. miejsce – Puchar Świata Siłaczy 2005: Wexford
  - 5. miejsce – Puchar Świata Siłaczy 2005: Yorkshire
  - 4. miejsce – Puchar Świata Siłaczy 2005: Denver
  - 5. miejsce – Puchar Świata Siłaczy 2005: Bad Häring
  - 6. miejsce – Puchar Świata Siłaczy 2005: Ladysmith
  - 4. miejsce – Puchar Świata Siłaczy 2005: Norymberga
  - 6. miejsce – Mistrzostwa Świata Strongman 2005, Chengdu, Chiny
  - 6. miejsce – Puchar Świata Siłaczy 2005: Chanty-Mansyjsk

- 2006
  - 4. miejsce – Puchar Świata Siłaczy 2006: Ryga
  - 3. miejsce – Puchar Świata Siłaczy 2006: Armagh
  - 7. miejsce – Puchar Świata Siłaczy 2006: Mińsk
  - 3. miejsce – Puchar Świata Siłaczy 2006: Fürstenfeldbruck
  - 2. miejsce – Polska kontra Europa
  - 5. miejsce – Puchar Świata Siłaczy 2006: Moskwa
  - 6. miejsce – Super Seria 2006: Milicz
  - 5. miejsce – Mistrzostwa Świata Strongman 2006, Sanya, Chiny
  - 5. miejsce – Puchar Świata Siłaczy 2006: Wiedeń
  - 9. miejsce – Puchar Świata Siłaczy 2006: Grodzisk Mazowiecki
  - 4. miejsce – Puchar Świata Siłaczy 2006: Podolsk
- 2007
  - 3. miejsce – Puchar Świata Siłaczy 2007: Ryga
  - 7. miejsce – Super Seria 2007: Venice Beach
  - 8. miejsce – Mistrzostwa Europy Strongman 2007
  - 7. miejsce – Puchar Świata Siłaczy 2007: Dartford
  - 2. miejsce – WSF Puchar Świata 2007: Chanty-Mansyjsk
  - 10. miejsce – Mistrzostwa Świata Strongman 2007, Anaheim, USA (kontuzjowany)

- 2008

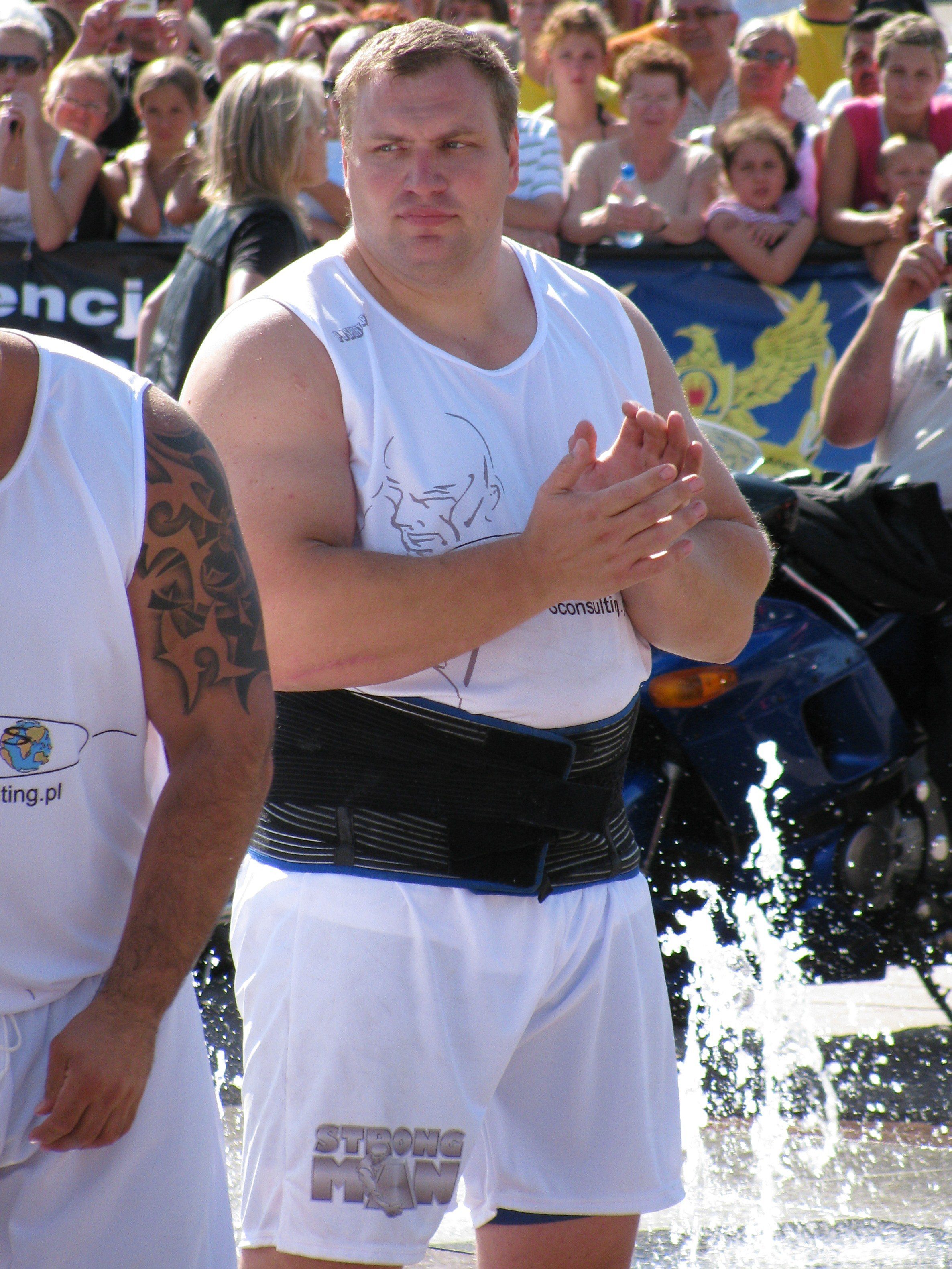
Tarmo Mitt w 2009 r.

  - 8. miejsce – WSF Puchar Świata 2008: Irkuck
  - 5. miejsce – The Globe's Strongest Man, Grand Prix Moskwy[5]
  - 7. miejsce – Grand Prix Polski Strongman 2008
  - 2. miejsce – Super Seria 2008: Lysekil
  - 7. miejsce – Mistrzostwa Świata Strongman 2008, Charleston, USA
- 2009
  - 9. miejsce – Super Seria 2009: Bukareszt
  - 2. miejsce – The Globe's Strongest Man, Grand Prix Moskwy[6]
  - 12. miejsce – Giganci Na Żywo 2009: Malbork
  - 3. miejsce – Mistrzostwa Estonii Strongman

- Tarmo jest również aktualnym rekordzistą w konkurencji "Uchwyt Herkulesa", z czasem 71,12 sek. (finał Mistrzostw Świata Strongman 2005).